# Urothemis abbotti
Urothemis abbotti – gatunek ważki z rodziny ważkowatych (Libellulidae).